# 大丰站 (平安南道)
大丰站（韓語：대풍역）是朝鮮民主主義人民共和國平安南道平原郡大丰里的一個鐵路車站，属于南洞线。

## 邻近车站
南洞线
漢川站 - 大丰站 - 盐田站